# 208 (număr)
208 (două sute opt) este numărul natural care urmează după 207 și precede pe 209 într-un șir crescător de numere naturale.

## În matematică
208:
- Este un număr par.
- Este un număr compus.[1]
- Este un număr abundent.[2][3]
- Este un număr fericit.[4][5]
- Este un număr practic.[6][7]
- Este un număr rotund.[8][9]
- Este un număr semiperfect (pseudoperfect).[10][11]
- Este un număr tetranacci.[12][13]
- Este un 36-gonal.[14][15]
- Face parte din șirul Aronson.[16]
- Este un număr cu chibrituri rombic,[17]
- Este suma pătratelor a cinci numere prime consecutive. ({\displaystyle 208=2^{2}+3^{2}+5^{2}+7^{2}+11^{2}\,})
- Se pot forma exact 208 coliere cu cinci margele coliere făcute dintr-un set de mărgele cu patru culori.[18]
- Există 208 de ordini slabe generalizate a teri puncte etichetate.[19][20]

## În știință

### În astronomie
- Obiectul NGC 208 din New General Catalogue este o galaxie spirală cu o magnitudine 14,5 în constelația Peștii.
- 208 Lacrimosa este un asteroid din centura principală.
- 208P/McMillan este o cometă periodică din sistemul nostru solar.